# The House of Books
The House of Books is een imprint van Overamstel uItgevers, gevestigd in Amsterdam en Antwerpen. The House of Books geeft fictie en non-fictie boeken uit.  

## Geschiedenis
The House of Books werd opgericht in 2000 door ECI-boekenclub.  In 2013 werd The House of Books overgenomen door Dutch Media Uitgevers en vormt sindsdien een imprint. In 2015 werd de naam van Dutch Media veranderd in Overamstel uitgevers. Andere imprints van deze uitgeverij zijn onder meer Moon en Lebowski.
The  House of Books geeft vertaalde boeken uit van onder anderen Sophie Kinsella, Tess Gerritsen, Emily Henry en Carl Mason. In 2017 werd ook Stephen King hierbij gevoegd. Daarnaast geeft het onder meer boeken uit van Nederlandstalige schrijvers als Misha Defonseca, Chantal van Gastel en Saskia Noort.